# Eislingen/Fils
Eislingen/Fils est une ville allemande du Bade-Wurtemberg, située entre Stuttgart et Ulm. Elle a une population de 20 384 habitants (fin 2004). Elle se trouve sur les rives de la rivière Fils.
Elle est jumelée avec  Villány (Hongrie) depuis 1988 et avec  Oyonnax (France) depuis 2001.